# 星野雅紀
星野 雅紀（ほしの まさのり）は、日本の元裁判官・弁護士。法務省東京法務局訟務部長、福岡高等裁判所部総括判事等を経て、千葉家庭裁判所所長を最後に定年退官し、日本大学大学院法務研究科教授や、法務省司法試験考査委員を務めた。

## 人物・経歴
中央大学法学部法律学科卒業。東京法務局訟務部長、法務省訟務局行政第二課長、東京地方裁判所部総括判事、東京高等裁判所判事、浦和地方裁判所部総括判事等を経て、2000年7月31日には山口地方裁判所所長に。2001年9月25日には福岡高等裁判所部総括判事に、2005年12月20日には千葉家庭裁判所所長に着任し、2008年1月7日に定年退官した。
退官後は日本大学大学院法務研究科教授、第一東京弁護士会弁護士登録。2009年及び2010年法務省司法試験考査委員。2013年春の叙勲で瑞宝重光章受章。

## 編著
- 『和解・調停モデル文例集』勁草書房 新日本法規出版 1995年、新版2002年、改訂版2005年、改訂版増補2007年、改訂増補二版2008年、改訂増補三版2011年
- 『遺留分をめぐる紛争事例解説集』新日本法規出版 2008年